# Affaire Rimsha Masih
L’affaire Rimsha Masih est une affaire judiciaire pakistanaise dans laquelle une jeune chrétienne analphabète, Rimsha Masih, est accusée de blasphème pour avoir prétendument brûlé des pages du Coran. L'adolescente, arrêtée le 16 août 2012 à Mehrabad, un quartier pauvre à l'ouest d'Islamabad, où elle réside,, risque la prison à vie en vertu de la loi interdisant le blasphème.
Rimsha Masih, âgée entre 11 et 16 ans (selon les sources), serait déficiente mentale (ou même trisomique). Aucune de ces informations n'a cependant été officiellement confirmée.
Le 11 septembre, lors d'un entretien avec des journalistes de CNN, elle déclare qu'elle est innocente et dit craindre pour sa vie. Son père a également expliqué que la famille n'a pas l'intention de quitter le pays.
Rimsha a reçu de nombreux soutiens internationaux, comme à l'intérieur du pays, notamment de la part d'activistes des droits de l'homme, et même du Conseil des oulémas du Pakistan, fait exceptionnel.
Comme pour l'affaire Asia Bibi encore en cours, des groupes de droits de l'homme demandent l'abolition de la loi pakistanaise interdisant le blasphème,.
L'affaire connaît un rebondissement le 2 septembre quand Hafiz Mohammed Khalid Chishti, l'imam du quartier à l'origine de l'affaire, est à son tour accusé de blasphème et arrêté. Il aurait lui-même rajouté des pages du Coran à des pages brûlées afin de créer de fausses preuves pour incriminer la jeune chrétienne, dans le but d'obtenir le départ de tous les chrétiens présents dans son quartier. Le 7 septembre, le juge autorise la libération sous caution de Rimsha Masih après le versement d'une somme d'un million de roupies (environ 8 000 euros). Elle quitte la prison le 8 septembre et est conduite en voiture blindée vers un hélicoptère à destination d'un lieu inconnu où sa famille a précédemment déménagé pour éviter toutes représailles.
Le 19 novembre 2012, la Haute Cour de justice d'Islamabad ordonne l'abandon des poursuites contre Rimsha Masih,.
Le 17 août 2013, l'imam Khalid Jadoon Chishti est acquitté par la justice pakistanaise.